# When We Were Kings
When We Were Kings (WWWK) är ett svenskt poddradioprogram där fotbollsjournalisterna Erik Niva och Håkan Andreasson berättar om fotbollsklubbar och säsonger som på ett eller annat sätt satt avtryck i historien. Det första avsnittet hade premiär 22 oktober 2019 och avhandlade Chelsea FC och deras säsong 2003/2004. Det 290:e och sista förinspelade poddcastavsnittet sändes 26 mars 2025, var tio timmar långt och handlade om fotbollsklubbarna i Ruhr-området säsong 2024/2025. 
Podden låter för vissa avsnitt tillverka t-shirts dedikerade till avsnittet i fråga.
I oktober 2024 meddelade Erik Niva och Håkan Andreasson via en video på Twitter att podden kommer att läggas ned och att sista avsnittet kommer att sändas 26 mars 2025
I maj 2025 hade dokumentärserien om den svenska sportpodden When We Were Kings premiär på Viaplay. Serien dokumenterar poddens avslutande fas och följer dess skapare, Erik Niva och Håkan Andreasson, under deras avskedsturné som kulminerade med en föreställning på Cirkus i Stockholm den 25 april 2025. Podden, som under fem år blivit en av Sveriges mest populära sportpoddar med cirka 100 000 lyssnare per vecka, avslutades med sitt sista avsnitt den 26 mars 2025. 
Dokumentärserien ger en inblick i poddens tillkomst, utveckling och det nära samarbetet mellan Niva och Andreasson. Den belyser även deras gemensamma passion för fotboll, särskilt genom temat för avskedsturnén: "Historien om ett fotbollsliv – Tottenham Hotspur säsongen 2018/19", vilket speglar deras delade intresse för klubben. 
Genom att kombinera scener från liveframträdanden, bakom kulisserna-material och personliga reflektioner, fungerar dokumentären som en hyllning till poddens inflytande inom svensk sportjournalistik och dess engagemang i att förmedla fotbollens kulturella och historiska betydelse.

## Turné 2021
Under 2021 arrangerade WWWK en livepodcast-turné där Erik Niva och Håkan Andreasson besökte 16 städer i Sverige och Oslo i Norge och berättade om bragden det svenska U21-landslaget stod för under U21-EM 2015. I podcasten Studio Allsvenskan med Marcus Birro den 20 oktober 2021 berättar Erik Niva om stort säkerhetspådrag under föreställningarna på Hotel Rival i Stockholm.

## Turné 2025
Den drygt fem år långa podcast-eran följdes upp av en avskedsturné under mars och april 2025 med ett sista "podcastavsnitt" endast för konsertbesökarna med temat "Tottenham Hotspur FC's säsong 2018-19". Ett allra sista hej då till den flera hundra tusen stora poddcastpubliken ägde rum på Cirkus, Stockholm 25 april.